# Robin Betancourth
Robin Osvaldo Betancourth Cue (25 novembre 1991) è un calciatore guatemalteco, attaccante del Guastatoya e della nazionale guatemalteca.

## Statistiche

### Cronologia presenze e reti in nazionale
| Cronologia completa delle presenze e delle reti in nazionale ― Guatemala | Cronologia completa delle presenze e delle reti in nazionale ― Guatemala | Cronologia completa delle presenze e delle reti in nazionale ― Guatemala | Cronologia completa delle presenze e delle reti in nazionale ― Guatemala | Cronologia completa delle presenze e delle reti in nazionale ― Guatemala | Cronologia completa delle presenze e delle reti in nazionale ― Guatemala | Cronologia completa delle presenze e delle reti in nazionale ― Guatemala | Cronologia completa delle presenze e delle reti in nazionale ― Guatemala |
| Data                                                                     | Città                                                                    | In casa                                                                  | Risultato                                                                | Ospiti                                                                   | Competizione                                                             | Reti                                                                     | Note                                                                     |
| ------------------------------------------------------------------------ | ------------------------------------------------------------------------ | ------------------------------------------------------------------------ | ------------------------------------------------------------------------ | ------------------------------------------------------------------------ | ------------------------------------------------------------------------ | ------------------------------------------------------------------------ | ------------------------------------------------------------------------ |
| 11-1-2013                                                                | Panama                                                                   | Panama                                                                   | 3 – 0                                                                    | Guatemala                                                                | Amichevole                                                               | -                                                                        | 45’                                                                      |
| 13-1-2013                                                                | Panama                                                                   | Panama                                                                   | 2 – 0                                                                    | Guatemala                                                                | Amichevole                                                               | -                                                                        | 45’                                                                      |
| 18-1-2013                                                                | San José                                                                 | Guatemala                                                                | 1 – 1                                                                    | Nicaragua                                                                | Coppa Centroamericana                                                    | -                                                                        |                                                                          |
| 15-11-2018                                                               | Netanya                                                                  | Israele                                                                  | 7 – 0                                                                    | Guatemala                                                                | Amichevole                                                               | -                                                                        | 45’                                                                      |
| 7-3-2019                                                                 | Los Angeles                                                              | Guatemala                                                                | 1 – 3                                                                    | El Salvador                                                              | Amichevole                                                               | -                                                                        | 27’ 78’                                                                  |
| 23-3-2019                                                                | Città del Guatemala                                                      | Guatemala                                                                | 1 – 0                                                                    | Costa Rica                                                               | Amichevole                                                               | -                                                                        | 60’                                                                      |
| 27-3-2019                                                                | Managua                                                                  | Nicaragua                                                                | 0 – 1                                                                    | Guatemala                                                                | Amichevole                                                               | -                                                                        | 90’                                                                      |
| 23-1-2021                                                                | Città del Guatemala                                                      | Guatemala                                                                | 1 – 0                                                                    | Porto Rico                                                               | Amichevole                                                               | -                                                                        | 68’                                                                      |
| 24-2-2021                                                                | Città del Guatemala                                                      | Guatemala                                                                | 1 – 0                                                                    | Nicaragua                                                                | Amichevole                                                               | -                                                                        | 71’                                                                      |
| 27-3-2021                                                                | Willemstad                                                               | Isole Vergini Britanniche                                                | 0 – 3                                                                    | Guatemala                                                                | Qual. Mondiali 2022                                                      | 1                                                                        | 76’                                                                      |
| 5-6-2021                                                                 | Città del Guatemala                                                      | Guatemala                                                                | 10 – 0                                                                   | Saint Vincent e Grenadine                                                | Qual. Mondiali 2022                                                      | 1                                                                        | 45’                                                                      |
| 9-6-2021                                                                 | Willemstad                                                               | Curaçao                                                                  | 0 – 0                                                                    | Guatemala                                                                | Qual. Mondiali 2022                                                      | -                                                                        | 65’                                                                      |
| 27-6-2021                                                                | Los Angeles                                                              | El Salvador                                                              | 0 – 0                                                                    | Guatemala                                                                | Amichevole                                                               | -                                                                        | 45’                                                                      |
| 12-7-2021                                                                | Frisco                                                                   | El Salvador                                                              | 2 – 0                                                                    | Guatemala                                                                | Gold Cup 2021 - 1º Turno                                                 | -                                                                        | 69’                                                                      |
| 15-7-2021                                                                | Dallas                                                                   | Guatemala                                                                | 0 – 3                                                                    | Messico                                                                  | Gold Cup 2021 - 1º Turno                                                 | -                                                                        | 36’ 45’                                                                  |
| 25-3-2022                                                                | Antigua Guatemala                                                        | Guatemala                                                                | 1 – 0                                                                    | Cuba                                                                     | Amichevole                                                               | -                                                                        |                                                                          |
| 27-3-2022                                                                | Fort Lauderdale                                                          | Guatemala                                                                | 2 – 1                                                                    | Haiti                                                                    | Amichevole                                                               | -                                                                        | 71’                                                                      |
| 25-4-2022                                                                | San Jose                                                                 | El Salvador                                                              | 0 – 4                                                                    | Guatemala                                                                | Amichevole                                                               | -                                                                        | 62’                                                                      |
| 28-4-2022                                                                | Orlando                                                                  | Messico                                                                  | 0 – 3                                                                    | Guatemala                                                                | Amichevole                                                               | -                                                                        | 67’                                                                      |
| 3-6-2022                                                                 | Caienna                                                                  | Guyana francese                                                          | 2 – 0                                                                    | Guatemala                                                                | CONCACAF Nations League 2022-2023 - 1º turno                             | -                                                                        | 45’                                                                      |
| 11-6-2022                                                                | Santo Domingo                                                            | Rep. Dominicana                                                          | 1 – 1                                                                    | Guatemala                                                                | CONCACAF Nations League 2022-2023 - 1º turno                             | -                                                                        | 45’                                                                      |
| 14-6-2022                                                                | Città del Guatemala                                                      | Guatemala                                                                | 2 – 0                                                                    | Rep. Dominicana                                                          | CONCACAF Nations League 2022-2023 - 1º turno                             | -                                                                        | 81’                                                                      |
| 25-3-2023                                                                | Belmopan                                                                 | Belize                                                                   | 1 – 2                                                                    | Guatemala                                                                | CONCACAF Nations League 2022-2023 - 1º turno                             | -                                                                        | 70’                                                                      |
| 28-3-2023                                                                | Città del Guatemala                                                      | Guatemala                                                                | 4 – 0                                                                    | Guyana francese                                                          | CONCACAF Nations League 2022-2023 - 1º turno                             | -                                                                        | 82’                                                                      |
| 13-10-2023                                                               | Port of Spain                                                            | Trinidad e Tobago                                                        | 3 – 2                                                                    | Guatemala                                                                | CONCACAF Nations League 2023-2024 - 1º turno                             | -                                                                        | 86’                                                                      |
| 17-10-2023                                                               | Panama                                                                   | Panama                                                                   | 3 – 0                                                                    | Guatemala                                                                | CONCACAF Nations League 2023-2024 - 1º turno                             | -                                                                        | 58’                                                                      |
| Totale                                                                   |                                                                          | Presenze                                                                 | 26                                                                       |                                                                          | Reti                                                                     | 2                                                                        |                                                                          |